# クエタバイト
クエタバイト (英: quettabyte) はデータの量やコンピュータの記憶装置の大きさを表す単位。QBと略記される。
二通り使える理由については二進接頭辞の項を参照。
なお、2100バイトについてはクエビバイトとも言い表すことができる。